# Магуа
Магуа (Magoua; фр. произн.: [maɡwa]) — слово алгонкинского происхождения, использующееся для обозначения франко-креольского языка (Кри: Makwa; Алгонкине: Magwish; микмак: Gwimu; французский: huard), сформировавшегося в начале XVII века в среднем течении реки Св. Лаврентия.

## История
В буквальном переводе термин означает «гагара», в переносном же он употреблялся для описания манеры общения первых франко-индейских метисов и офранцуженных индейцев, контактировавших с первыми поселенцами из Франции. Регионом распространения этого базилекта в Квебеке стала область между городом Труа-Ривьер и посёлком Маскинонже (Maskinongé). Магуа был в ходу между 1615 (время создания первых сторожек французских дровосеков) и 1634 годами (время основания первого военного форта).
По мере роста города Труа-Ривьер, количество европейских поселенцев в регионе увеличилось во много раз и магуа постепенно пришёл в упадок. Но несмотря на то, что его со временем потеснил стандартный французский язык, влияние магуа наложило свой отпечаток на формирование французского языка в Квебеке, в особенности его центральных и западных говоров. В силу креолизации магуа имеет своеобразные черты. Он сохраняет форму sontaient (вместо стандр. étaient), что сближает его с мичифом и с французской речью Акадии. Прошедшее время выражает частица tà (из était > état > 'ta). Tà mér tà tu la? = Ta mère était-elle là? Твоя мать была там?. Как и жуаль, магуа имеет долгие носовые гласные на месте выпадения последующих согласных: dans la > dans 'a > [dãa] > [dã:]. Фонологически долгая носовая а противопоставлена краткой носовой: dans la [dã:] в ней, но <dans> [dã] в.